# Jodid titanatý
Jodid titanatý, TiI2, je anorganická sloučenina titanu a jodu. Je to černá pevná látka, krystalická struktura odpovídá jodidu kademnatému, skládá se z oktaedrických jednotek TiI6. Připravuje se přímou reakcí z prvků:
Ti + I2 → TiI2
Je meziproduktem při van Arkelově–de Boerově výrobě titanu.